# Glossostigma drummondii
Glossostigma drummondii är en gyckelblomsväxtart som beskrevs av George Bentham. Glossostigma drummondii ingår i släktet Glossostigma och familjen gyckelblomsväxter. Inga underarter finns listade i Catalogue of Life.